# Chelonoidis
Chelonoidis – rodzaj żółwi z rodziny żółwi lądowych (Testudinidae).

## Zasięg występowania
Rodzaj obejmuje gatunki występujące w Ameryce Centralnej (Panama), Południowej (Kolumbia, Wenezuela, Gujana, Surinam, Gujana Francuska, Brazylia, Ekwador, Boliwia, Paragwaj i Argentyna) oraz na wyspach Morza Karaibskiego (Saint Kitts i Nevis (Saint Kitts), Saint Lucia, Saint Vincent i Grenadyny (Saint Vincent) oraz Trynidad i Tobago (Trynidad)).

## Systematyka

### Etymologia
- Chelonoidis: gr. χελωνη khelōnē „żółw”[10]; ειδος eidos „kształt, wygląd”, od ειδω eidō „być podobnym, przypominać”[11].
- Gopher: ang. gopher „zwierzę ryjące”, być może od fr. gaufre „plaster miodu”[12]. Gatunek typowy: Testudo (Gopher) chilensis J.E. Gray, 1870.
- Elephantopus: gr. ελεφας elephas, ελεφαντος elephantos „słoń”[13]; πους pous, ποδος podos „stopa”[14]. Gatunek typowy: Testudo planiceps J.E. Gray, 1854[a] (= Testudo nigra Quoy & Gaimard, 1824).
- Pampatestudo: hiszp. pampa „równina”, od keczua pampas „równiny”[15]; łac. testudo, testudinis „żółw”[16]. Gatunek typowy: Testudo (Gopher) chilensis J.E. Gray, 1870.
- Monachelys: gr. μονας monas, μοναδος monados „samotny”, od μοναχοω monakhoō „być samotnym”[17]; χελυς khelus „żółw”[10]. Gatunek typowy: †Testudo (Monachelys) monensis E.E. Williams, 1952.
- Darwintestudo: Charles Robert Darwin (1809–1882), angielski przyrodnik; łac. testudo, testudinis „żółw”[7]. Gatunek typowy: Testudo hoodensis Van Denburgh, 1907.

### Podział systematyczny
Do rodzaju należą następujące gatunki:
- Chelonoidis carbonarius (Spix, 1824) – żabuti czarny[18]
- Chelonoidis chilensis (J.E. Gray, 1870)
- Chelonoidis denticulatus (Linnaeus, 1766) – żabuti leśny[19]
- Chelonoidis niger (Quoy & Gaimard, 1824) – żółw słoniowy[19]